# Henicophaps
Henicophaps és un gènere d'ocells de la família dels colúmbids (Columbidae). El zoòleg anglès George Robert Gray va introduir el gènere el 1862 per acollir el colom bronzat de Nova Guinea.

## Taxonomia
Segons la Classificació del Congrés Ornitològic Internacional (versió 2.5, 2010) aquest gènere està format per dues espècies:
- Colom bronzat de Nova Bretanya (Henicophaps foersteri).
- Colom bronzat de Nova Guinea (Henicophaps albifrons).